# El Far d’Empordà
El Far d’Empordà (spanisch: Alfar) ist ein Ort und eine Gemeinde (municipi) mit 626 Einwohnern (Stand: 2024) in der Provinz Girona in der Autonomen Region Katalonien. Sie liegt in der Comarca Alt Empordà.

## Lage
Der Ort El Far d’Empordà liegt in einer Höhe von etwa 45 m ü. d. M. Die Stadt Figueres befindet sich etwa sechs Kilometer (Fahrtstrecke) südöstlich und die Provinzhauptstadt Girona ist ca. 40 Kilometer in südlicher Richtung entfernt. Zur Gemeinde gehört auch der ca. 80 Einwohner zählende Weiler L’Oliva.

## Bevölkerungsentwicklung
| Jahr      | 1960 | 1970 | 1981 | 1990 | 2000 | 2014 |
| Einwohner | 438  | 547  | 463  | 413  | 387  | 563  |

Im 19. Jahrhundert hatte die Gemeinde meist über 300 Einwohner; die Reblauskrise im Weinbau und die Mechanisierung der Landwirtschaft hatten kaum Einfluss auf die Einwohnerzahl.

## Wirtschaft
Vor allem die Feldwirtschaft (Getreide, Sonnenblumen etc.), aber auch die Stallhaltung von Vieh und Geflügel bilden die Erwerbsgrundlage der Einwohner. Seit den 1960er Jahren hat sich der Tourismus in Form der Vermietung von Ferienwohnungen zu einer wichtigen Einnahmequelle entwickelt. 

## Geschichte
Die erste Erwähnung des Ortsnamens Farus stammt aus dem Jahr 844. Im Hochmittelalter gehörte El Far oder Alfar zur Grafschaft Empúries; Graf Ponç V d’Empúries ordnete im Jahr 1299 den Bau einer Burg (castell) an und auch die Wehrkirche Sant Martí entstand in jener Zeit.

## Sehenswürdigkeiten
- Die Pfarrkirche Sant Martí ist ein Bau im Übergangsstil von Romanik zur Gotik. Die Westfassade mit ihrem schmucklosen Portal, ihrer integrierten Glockenstube und abschließendem breitgelagerten Wehrerker sowie der donjonartige Turm über der quadratischen Apsis vermitteln einen ausgesprochen wehrhaften Eindruck. Lediglich die Rahmenzone des Westfensters zeigt kleine Schmuckmotive wie Rosetten und Pinienzapfen sowie einen Zahnschnittfries. Die beiden Türflügel des Westportals haben wahrscheinlich noch ihre mittelalterlichen Türbeschläge aus spiralförmig gedrehten Eisenbändern (vgl. das Portal der kirche von Navata). Das etwa zehn Meter hohe Kirchenschiff ist von einer Spitztonne mit Gurtbogenunterzügen überwölbt.
- In unmittelbarer Nähe der Kirche befinden sich die spärlichen Überreste des erst im 19. Jahrhundert zerstörten Kastells. Einer der Türme diente als Wachturm gegen Überfälle maurischer Piraten.